# Maria Carolina das Duas Sicílias
Maria Carolina Fernanda de Bourbon-Duas Sicílias (em italiano: Maria Carolina Ferdinanda di Borbone-Due Sicilie; Caserta, 29 de novembro de 1820 – Trieste, 14 de janeiro de 1861) foi uma Princesa das Duas Sicílias, filha do rei Francisco I, e de sua segunda esposa, a infanta Maria Isabel da Espanha. Foi também Infanta de Espanha, Portugal e Condessa de Montemolín por seu casamento com o infante Carlos Luís da Espanha e Portugal, pretendente carlista ao trono espanhol.

## Biografia
Maria Carolina era a nona filha (quinta varoa) de Francisco, Duque da Calábria (depois Francisco I das Duas Sicílias) e sua segunda esposa, a infanta Maria Isabel da Espanha.
Casou-se no Palácio Real de Caserta, em 10 de julho de 1850, com o infante Carlos Luís de Espanha e Portugal, filho do infante Carlos, Conde de Molina, pretendente carlista ao trono espanhol, e de sua segunda esposa, a infanta Maria Teresa de Portugal. O casal vivia em Trieste, onde o conde de Molina havia se instalado quando seguiu para o exílio.
Em janeiro de 1861, Maria Carolina, seu marido e o cunhado, o infante Fernando, visitavam a duquesa de Berry (irmã mais velha da princesa) em seu castelo de Brunnensee, na Estíria. Subitamente, Fernando começou a sentir-se mal e morreu poucas horas depois. Assustados, os condes de Montemolin retornaram imediatamente a Trieste, levando o corpo do infante morto. Pouco tempo após sua chegada, Maria Carolina e Carlos Luís passaram a apresentar os mesmos sintomas que Fernando havia sentido na Estíria. A condessa de Montemolin morreu em 14 de janeiro de 1861, poucas horas após a morte de seu marido. Mesmo após os exames post mortem, os médicos não chegaram a um consenso sobre o que teria causado a morte dos três príncipes, sendo que as opiniões se dividiam entre sarampo, escarlatina e tifo. A falta de informações precisas sobre a causa mortis, gerou uma onda de boatos sobre um possível envenenamento sofrido durante o aprisionamento de Carlos e Fernando, após a intentona carlista de San Carlos de la Rápita. Embora essa teoria tenha sido refutada por Manuel de Echarry, mordomo do conde, que declarou ter provado tudo o que foi consumido pelo príncipe no cárcere, a hipótese do envenenamento perdurou entre a população de Trieste.
Maria Carolina foi enterrada ao lado do marido, na Capela de São Carlos Borromeu, na Catedral de Trieste.

## Títulos e honrarias

### Estilos
- 29 de novembro de 1820 – 10 de julho de 1850: Sua Alteza Real, a Princesa Maria Carolina das Duas Sicílias
- 10 de julho de 1850 – 14 de janeiro de 1861: Sua Alteza Real, a Condessa de Montemolín, Infanta da Espanha e Portugal, Princesa das Duas Sicílias

### Honrarias
Dama Grã-cruz de Justiça da Sagrada Ordem Militar Constantiniana de São Jorge
 Dama da Ordem das Damas Nobres de Espanha
 Dama da Ordem da Cruz Estrelada